# Каленики (Берестовицкий район)
Кале́ники (бел. Каленікi) — деревня в Берестовицком районе Гродненской области Белоруссии.
Входит в состав Берестовицкого сельсовета.
Расположена в восточной части района. Расстояние до районного центра Большая Берестовица по автодороге — 11 км и до железнодорожной станции Берестовица — 19 км (линия Мосты — Берестовица). Ближайшие населённые пункты — Бергели, Данилки, Пархимовцы. Площадь занимаемой территории составляет 0,1047 км², протяжённость границ 2838 м.

## Название
Название происходит от антропонимов Коленка (бел. Каленка) или Каленик (бел. Каленік), потомки которого основали поселение.

## История
Каленики отмечены на карте Шуберта (середина XIX века). На 1847 год числились в составе Гродненского уезда Гродненской губернии, часть имения Старый Дворец, принадлежавшего В. М. Бутовт-Андржейковичу. Насчитывали 14 дворов, 89 жителей, корчму. В 1890 году в составе Богородицкой волости имели 162 десятины земли. По описи 1897 года значились 23 двора со 131 жителем. В 1905 году 131 житель. С августа 1915 по 1 января 1919 года входили в зону оккупации кайзеровской Германии. Затем, после похода Красной армии, в составе ССРБ. В феврале 1919 года в ходе советско-польской войны заняты польскими войсками, а с 1920 по 1921 год войсками Красной Армии.
После подписания Рижского договора, в 1921 году Западная Белоруссия отошла к Польской Республике и Каленики, именуемые также, как Гатники (пол. Hatniki) были включены в состав новообразованной сельской гмины Вельке-Эйсымонты Гродненского повета Белостокского воеводства. В 1924 году насчитывали 7 дымов (дворов) и 50 душ (25 мужчин и 25 женщин). Все жители — православного вероисповедания, из них 38 поляков и 12 белорусов..
В 1939 году, согласно секретному протоколу, заключённому между СССР и Германией, Западная Белоруссия оказалась в сфере интересов советского государства и её территорию заняли войска Красной армии. В 1940 году деревня вошла в состав новообразованного Данилковского сельсовета Крынковского района Белостокской области БССР. С июня 1941 по июль 1944 года оккупирована немецкими войсками. Деревня потеряла 5 жителей, погибших на фронте и в партизанской борьбе. С 20 сентября 1944 года в Берестовицком районе. В 1959 году насчитывала 157 жителей. С 25 января 1962 года по 30 июля 1966 входила в состав Свислочского района. В 1970 году насчитывала 160 жителей. С 12 ноября 1973 года в Пархимовском сельсовете. На 1998 год насчитывала 34 дворов и 67 жителей, магазин. До 20 июня 2003 года в составе колхоза «Победа» (бел. Перамога). 18 октября 2013 года переведена в состав Берестовицкого сельсовета.

## Население
| 1847 | 1897 | 1905 | 1924 | 1959 | 1970 | 1998 | 1999 | 2009 | 2015 |
| ---- | ---- | ---- | ---- | ---- | ---- | ---- | ---- | ---- | ---- |
| 89   | 131  | 131  | 50   | 157  | 160  | 67   | 62   | 31   | 23   |

## Транспорт
Через деревню проходит автодорога местного значения Н6927 Каленики - Бергели от республиканской автодороги Р78 Олекшицы - Волковыск - Порозово.